# Artonde söndagen efter trefaldighet
Artonde söndagen efter trefaldighet är en av söndagarna i "kyrkans vardagstid".
Den infaller 26 veckor efter påskdagen.
Den liturgiska färgen är grön.
Temat för dagens bibeltexter enligt evangelieboken är Att lyssna i tro:, och en välkänd text är berättelsen i Markusevangeliet om den rike ynglingen, och den slutar med att Jesus säger:
"Det är lättare för en kamel att komma igenom ett nålsöga än för en rik att komma in i Guds rike." De blev ännu mer förskräckta och sade till varandra "Vem kan då bli räddad?" Jesus såg på dem och sade "För människor är det omöjligt, men inte för Gud. Ty för Gud är allting möjligt."

## Svenska kyrkan

### Texter
Söndagens tema enligt 2003 års evangeliebok är Att lyssna i tro. De bibeltexter som används för att belysa dagens tema är:
| Första årgången                                                   | Andra årgången                                                         | Tredje årgången                                                              | Psaltarpsalm      |
| Mika 6:6-8 Apostlagärningarna 16:11-15 Johannesevangeliet 7:14-18 | Femte Moseboken 30:11-16 Jakobsbrevet 2:8-13 Markusevangeliet 10:17-27 | Ordspråksboken 8:32-36 Apostlagärningarna 5:27-29 Matteusevangeliet 13:44-46 | Psaltaren 19:8-15 |

### Fotnoter
1. ↑  ”Artonde söndagen efter trefaldighet”. Svenska kyrkan. Arkiverad från originalet den 8 december 2015. https://web.archive.org/web/20151208200111/https://www.svenskakyrkan.se/troochandlighet/kyrkoarets-bibeltexter?helgdag=21. Läst 27 november 2015.
2. ↑   Den svenska psalmboken med tillägg. Stockholm: Verbum. 2005. sid. 1532–1535. Libris ht7wjxh8f3k4gcqk. ISBN 978-91-526-5515-3